# Čeminský potok
Čeminský potok je menší vodní tok v Plaské pahorkatině, levostranný přítok Mže v okrese Plzeň-sever a okrese Plzeň-město v Plzeňském kraji. Délka toku měří 13 km, plocha povodí činí 36,97 km².

## Popis toku

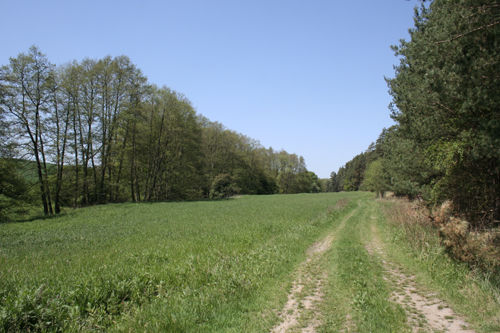
Údolí Čeminského potok mezi Košeticemi a Rakovnou

Čeminský potok pramení v nevelkém lesíku severně od Líšťan a následně obtéká ze západu kopec Orel. Jeho tok se před Náklovem stáčí z jihozápadního směru k jihovýchodu, zároveň napájí tři malé rybníky. Potok protéká Líšťany, kde napájí rybník, a pokračuje napříč lokalitou zvanou Na Pekle a dále loukami, místy obklopenými lesy, až do vsi Košetice, ve které se do Čeminského potoka vlévá Košetický potok. Pod vsí je koryto potoka stíněno stromy a to téměř až k samotě Rakovna, kde vtéká do hlubšího údolí v lesním porostu. Na konci lesního úseku se potok stáčí dále k východu a až do Čemin je obklopen listnatými stromy. Vsí protéká opět jihovýchodním směrem, je v ní přemostěn silnicí II/180. Za Čeminami se potok stáčí postupně k jihu, obklopen stromy protéká nedaleko dvoru Kumberk, dále po proudu se do něj před zříceninou hradu Komberk vlévá zleva potok Kumberk přitékající od Kůští. Potok pokračuje k jihu a mezi Městem Touškovem a Malesicemi se potok v nadmořské výšce 319 m vlévá zleva do Mže, na jejím 11. říčním kilometru.

### Přítoky
- levé – Košetický potok, Kumberk